# Tramore
Tramore (írül Trá Mhór, ’nagy homokos part, vagy strand’) tengerparti kisváros Waterford megyében, Írország délkeleti részén. A vasút megérkezéséig kis halászfalu volt. Azóta turistaközponttá és a tőle északra 13 kilométerre fekvő Waterford város elővárosává vált. Dublinból autóval vagy autóbusszal egyre keskenyedő és rosszabb minőségű utakon, hosszú és fárasztó utazással közelíthető meg. Cork városával (és az ottani repülőtérrel) jobb minőségű út köti össze.
A Tramore-öböl északnyugati sarkában, a homokos partig leereszkedő hegyek lábán fekszik. Az időjárás gyakran ködös, esős és szeles, de a fagy ritkaságnak számít. Tramore impozáns gótikus temploma 1856–1871-ig épült, képét aszimmetrikus torony uralja. Alkotója J. J. McCarthy volt.
Tramore tíz mérföldes sugara gazdag megalitikus emlékekben, a dolmeneket a kelta őslakók jóval a kereszténység elterjedése előtt készítettek.

## Waterford-Tramore vasút
A vasútvonal egyedülálló a maga 7,00 mérföld (11,27 kilométeres) hosszával, ami nem kapcsolódott 1853-tól 1960-ig egyetlen más vonalhoz sem.

## Szórakozás
A város régóta az ír turistákhoz kapcsolódik a köztudatban. A strandon hosszú sétány és vidámpark is található. Nyáron népszerű üdülőhely. A homokdűnék 3 mérföld hosszan nyúlnak el.
Nevezetességei közé tartozik az 1967-ben alapított T-Bay Surf club, amely nemzeti és nemzetközi szörf bajnokokat nevelt. Az elmúlt években nyár közepén utcai zene események színesítik a programokat "Trá Fest" néven.

### Lóverseny
A város azóta ápolja a nemes hagyományt, mióta a vasút megérkezett és Lord Doneraile és James Delahunty egy helyi vállalkozó  Riverstownnál versenypályát építtettek. A területet később 1912-ben elöntötte a tenger, de apálynál még mindig látható az első pálya maradványainak egy része. Az új pályát Graun Hillnél építették, és a mai napig működik. A lóverseny-fesztiválokat minden évben augusztusban tartják.

### Golf
A Tramore Golf Club 18 lyukú pályával áll a szórakozni vágyók rendelkezésére, hogy gyakorolják készségeiket.

## A Sea Horse tragédia
Tramore nevéhez kötődik a Sea Horse tragédiája. 1816-ban a Sea Horse (tengeri csikó) nevű katonai szállító hajó szétroncsolódott a Tramore-öbölben. 292 férfi, 71 nő és gyermek odaveszett. Később a tengeri csikó Tramore jelképévé vált.

## A Fémember
Tramore híres látványossága a „Fémember”, egy hatalmas fémből készült figura szemben a tengerrel a parton álló három pillér egyikén pózol. 1823-ban helyezték oda London polgármesterének rendeletére, hogy óva intse a hajósokat a sekély víz veszélyeitől.
A Fémembert sok mítosz és legenda övezi. Ezek egyike, hogyha egy nő háromszor mezítláb körbeszökdécseli az alapját, egy éven belül férjhez megy.

## Külső hivatkozások
- https://web.archive.org/web/20070919205815/http://www.tramore.net/ (angolul)